# Indianapolis 500 in 1982
De 66e Indianapolis 500 werd gereden op zondag 30 mei 1982 op de Indianapolis Motor Speedway. Patrick Racing coureur Gordon Johncock won de race voor de tweede en laatste keer in zijn carrière.

## Startgrid
Rick Mears won op zaterdag 15 mei de poleposition. De kwalificatiesessie werd overschaduwd door het dodelijke ongeval van Gordon Smiley, die met een snelheid van 320 km/h frontaal de muur inreed. Hij was op slag dood.
| Rij | Binnen           | Midden           | Buiten                |
| --- | ---------------- | ---------------- | --------------------- |
| 1   | Rick Mears       | Kevin Cogan      | A.J. Foyt             |
| 2   | Mario Andretti   | Gordon Johncock  | Bill Wittington       |
| 3   | Tom Sneva        | Don Wittington   | Danny Ongais          |
| 4   | Pancho Carter    | Chip Ganassi     | Johnny Rutherford     |
| 5   | Danny Sullivan   | Herm Johnson     | Héctor Rebaque        |
| 6   | Al Unser         | Bobby Rahal      | Howdy Holmes          |
| 7   | Roger Mears      | Geoff Brabham    | Dennis Firestone      |
| 8   | Michael Chandler | Dale Whittington | Jim Hickman           |
| 9   | Johnny Parsons   | George Snider    | Tony Bettenhausen Jr. |
| 10  | Jerry Sneva      | Chet Fillip      | Gary Bettenhausen     |
| 11  | Tom Bigelow      | Pete Halsmer     | Josele Garza          |

## Race
Tijdens de start van de race veroorzaakte Kevin Cogan een ongeval waarbij hij, Mario Andretti, Roger Mears en Dale Whittington meteen uit de race lagen. A.J. Foyt en Bobby Rahal die ook bij het ongeval betrokken waren konden hun race verder zetten. In de laatste ronde reden Gordon Johncock en Rick Mears zij aan zij. Johncock won met 0,16 seconden voorsprong, het kleinste verschil tussen de nummers één en twee in de geschiedenis van de Indy 500 op dat moment. Het record hield tien jaar stand tot Al Unser Jr. in 1992 met 0,043 seconden voorsprong won op Scott Goodyear.
| #                                                                            | Coureur               | Auto                | Ronden | Opgave     |
| ---------------------------------------------------------------------------- | --------------------- | ------------------- | ------ | ---------- |
| 1                                                                            | Gordon Johncock       | Wildcat-Cosworth    | 200    |            |
| 2                                                                            | Rick Mears            | Penske-Cosworth     | 200    |            |
| 3                                                                            | Pancho Carter         | March-Cosworth      | 199    |            |
| 4                                                                            | Tom Sneva             | March-Cosworth      | 197    | Mechanisch |
| 5                                                                            | Al Unser              | Longhorn-Cosworth   | 197    |            |
| 6                                                                            | Don Whittington       | March-Cosworth      | 196    |            |
| 7                                                                            | Jim Hickman (R)       | March-Cosworth      | 189    |            |
| 8                                                                            | Johnny Rutherford     | Chaparral-Cosworth  | 187    | Mechanisch |
| 9                                                                            | Herm Johnson (R)      | Eagle-Chevrolet     | 186    |            |
| 10                                                                           | Howdy Holmes          | March-Cosworth      | 186    |            |
| 11                                                                           | Bobby Rahal (R)       | March-Cosworth      | 174    | Mechanisch |
| 12                                                                           | Gary Bettenhausen     | Lightning-Cosworth  | 158    | Mechanisch |
| 13                                                                           | Héctor Rebaque (R)    | March-Cosworth      | 150    | Brand      |
| 14                                                                           | Danny Sullivan (R)    | March-Cosworth      | 148    | Ongeval    |
| 15                                                                           | Chip Ganassi (R)      | Wildcat-Cosworth    | 147    | Mechanisch |
| 16                                                                           | Bill Whittington      | March-Cosworth      | 121    | Mechanisch |
| 17                                                                           | Mike Chandler         | Eagle-Chevrolet     | 104    | Mechanisch |
| 18                                                                           | Tom Bigelow           | Eagle-Chevrolet     | 96     | Mechanisch |
| 19                                                                           | A.J. Foyt             | March-Cosworth      | 95     | Mechanisch |
| 20                                                                           | Tom Bigelow           | March-Cosworth      | 92     | Ongeval    |
| 21                                                                           | Johnny Parsons        | March-Cosworth      | 87     | Mechanisch |
| 22                                                                           | Danny Ongais          | Interscope-Cosworth | 62     | Ongeval    |
| 23                                                                           | Jerry Sneva           | March-Cosworth      | 61     | Ongeval    |
| 24                                                                           | Chet Fillip (R)       | Eagle-Cosworth      | 60     | Ongeval    |
| 25                                                                           | Pete Halsmer          | Eagle-Chevrolet     | 38     | Mechanisch |
| 26                                                                           | Tony Bettenhausen Jr. | March-Cosworth      | 37     | Ongeval    |
| 27                                                                           | Dennis Firestone      | Eagle-Chevrolet     | 37     | Mechanisch |
| 28                                                                           | Geoff Brabham         | March-Cosworth      | 12     | Mechanisch |
| 29                                                                           | Josele Garza          | March-Cosworth      | 1      | Mechanisch |
| 30                                                                           | Kevin Cogan           | Penske-Cosworth     | 0      | Ongeval    |
| 31                                                                           | Mario Andretti        | Wildcat-Cosworth    | 0      | Ongeval    |
| 32                                                                           | Roger Mears (R)       | Penske-Cosworth     | 0      | Ongeval    |
| 33                                                                           | Dale Whittington (R)  | March-Cosworth      | 0      | Ongeval    |
| Gemiddelde snelheid : 260,760 km/h - Snelste Ronde : Rick Mears, 322,73 km/h |                       |                     |        |            |
| Aantal neutralisaties : 7 (35 van de 200 ronden in totaal)                   |                       |                     |        |            |